# S.U. 1º de Dezembro
S.U. 1º de Dezembro – kobiecy klub piłkarski z siedzibą w Sintra, w Portugalii.

## Historia
Chronologia nazw:
- 1 grudnia 1880: S.U. 1º de Dezembro
- 6 kwietnia 1938: męska sekcja piłki nożnej S.U. 1º de Dezembro
- 1995: kobieca sekcja piłki nożnej S.U. 1º de Dezembro

Klub został założony 1 grudnia 1880 roku jako Sociedade União 1º de Dezembro. 6 kwietnia 1938 została zorganizowana męska sekcja piłki nożnej S.U. 1º de Dezembro. Obecnie męska drużyna występuje w Segunda Divisão Portuguesa. 
Największych sukcesów zdobyła kobieca drużyna piłki nożnej, która powstała w 1995 roku. W sezonie 1999/00 zespół zdobył złote medale Campeonato Nacional, a potem od sezonu 2002/03 przez kolejne 11 sezonów zdobywał mistrzostwo Portugalii.

## Sukcesy

### Trofea międzynarodowe
- Puchar UEFA Kobiet/Liga Mistrzyń UEFA:
  - faza kwalifikacyjna (11x): 2002/03, 2003/04, 2004/05, 2005/06, 2006/07, 2007/08, 2008/09, 2009/10, 2010/11, 2011/12, 2012/13.

### Trofea krajowe
- Mistrzostwa Portugalii:
  - mistrz (12x): 1999/00, 2002/03, 2003/04, 2004/05, 2005/06, 2006/07, 2007/08, 2008/09, 2009/10, 2010/11, 2011/12, 2012/13.
- Puchar Portugalii:
  - półfinalista (7x): 2003/04, 2005/06, 2006/07, 2007/08, 2009/10, 2010/11, 2011/12.

## Stadion
Klub rozgrywa swoje mecze domowe na stadionie Campo Conde Sucena w mieście Sintra, który może pomieścić 1000 widzów.